# F-15 S/MTD (航空機)
F-15 S/MTD
F-15 ACTIVE
F-15 IFCS
F-15 IFCS
- 用途：実験機
- 製造者：マクドネル・ダグラス社
- 運用者： アメリカ合衆国（マクドネル・ダグラス社、NASA）
- 初飛行：1988年9月7日（F-15 S/MTD）
- 生産数：1機
- 退役：

  - 1991年8月15日（STOL/MTD）
  - 2009年1月30日
- 運用状況：退役
- 原型機：F-15 イーグル

F-15 S/MTDは、マクドネル・ダグラス社（現ボーイング社）が中心となり、アメリカ空軍が保有していた同社のF-15Bをベースにして開発された実験機である。初飛行は1988年。

## 概要
マクドネル・ダグラス社（当時）が中心となり複座型原型1号機を改修した実験機である。機体は改修により、通常の水平尾翼とF/A-18の水平尾翼を流用したカナードを併せ持つ三翼機となった。
各種実験や新技術評価のために改修を受け続け、名をACTIVE、IFCSなどへと改め、2009年1月30日までNASAで実験が実施された。その後、エドワーズ空軍基地で展示されている。
実験機のため、量産や武装の搭載はされていないが、投入された技術はF-22といった新型機の開発に活用された。

## 計画概要

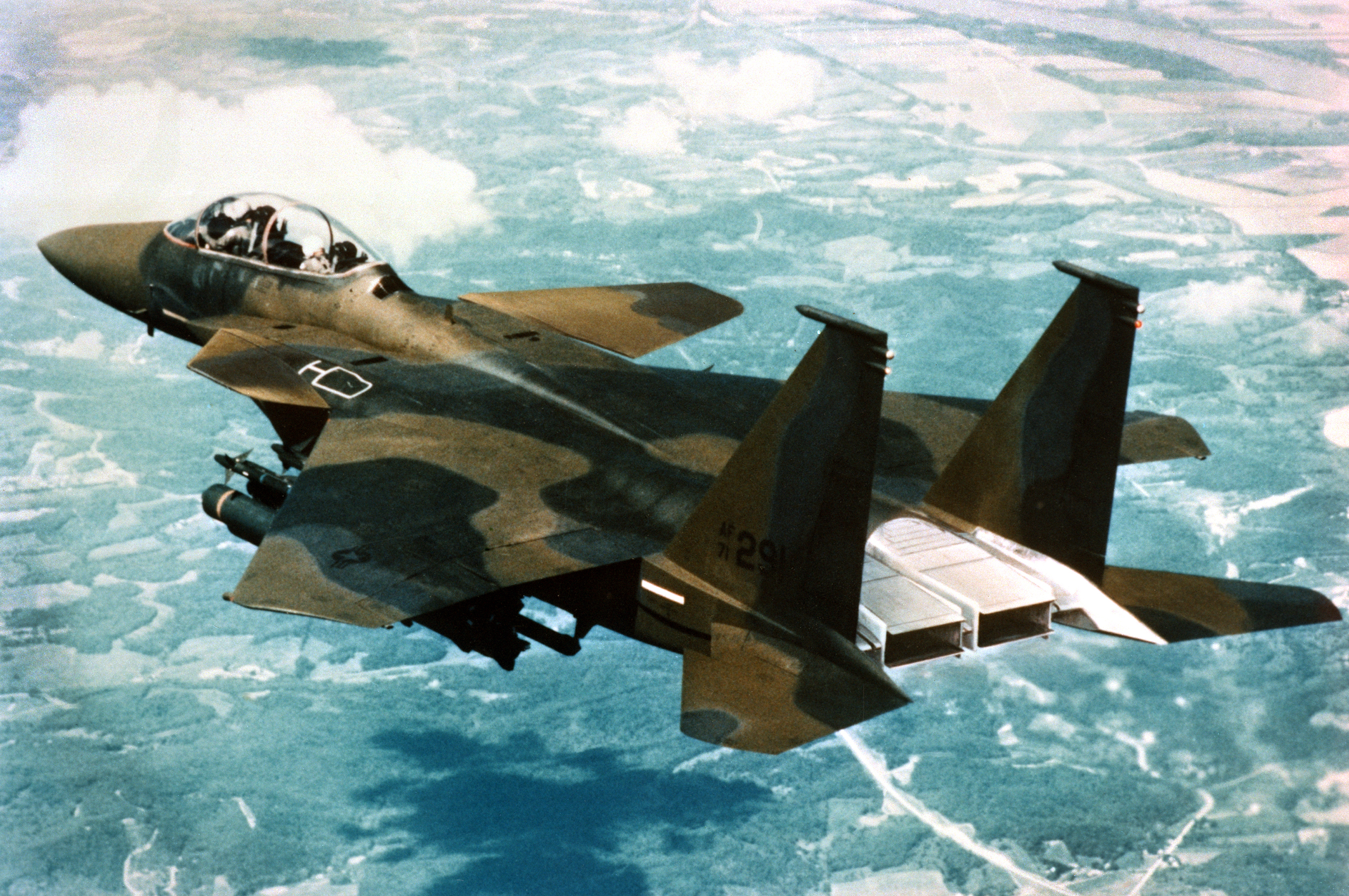
機体イメージイラスト

短距離離着陸機の開発実験を主要目的として計画名は「アジャイル・イーグル・プロジェクト」と呼ばれた。また、基本的な目標は将来戦闘機のための新技術を調べることも念頭に置かれた。短距離離着陸（STOL）性については、運用に対して基本的な機動性を低下させることなく、次の条件を満たすことを目標とした。
- 滑走路の寸法1,500×50ft（457×15m）[3]
- 夜間や悪天候（雲底200ft、視程1/2マイル）での運用能力[3]
- 濡れた滑走路での運用[3]
- 30ktの横風下での離着陸[3]
- 通常のF-15と同様の機内、及び機外装備形態での運用[3]

### 開発経過
マクドネル・ダグラス社は1984年10月1日に1億1,780万ドルでアメリカ空軍の飛行空力研究所から機体の設計、改造、試験の契約を結んだ。期間は5年間とされ、マクドネル・ダグラス社が主契約社となり、エンジン排気ノズルをプラット・アンド・ホイットニー社、新型飛行操縦システムをゼネラル・エレクトリック社、フライ・バイ・ワイヤ（FBW）をナショナル・ウォーター・リフト社、降着装置をクリーブランドマチック社がそれぞれ担当し、副契約社として選ばれた。
作業は1985年末までを第1フェイズとして、機体の設計とエンジン排気ノズルの開発を実施した。機体はアメリカ空軍所有の試作11号機（複座型1号機）TF-15B（71-0290）を借用し以下の試験技術を搭載した。
- 二次元のスラスト・ベクタリング/スラスト・リバーシング排気ノズル（2D TV/TR）[3]
- 飛行操縦及びエンジン制御システムの統合（IFPC）[3]
- 未舗装地運用可能な降着装置[3]
- 機上着陸誘導表示装置[3]
- 先進パイロット・航空機インターフェイス（PVI）システム[3]

1986年より開発はフェイズ2に移行し機体の改修作業が行われた。若干の遅れが生じたものの各作業は滞りなく進み、1988年9月7日に初飛行を行った。改修された機体には「F-15 S/MTD」（Short take-off and landing/Maneuvering Technology Demonstrator：短距離離着陸/機動技術デモンストレーター）と名付けられた。
初飛行時は従来型の排気ノズルを装着しており、基本的な飛行特性の確認後の1989年初頭に二次元推力偏向ノズルを取り付け、同年5月10日に二次元推力偏向ノズルを取り付けての初飛行が行われた。その後の13か月間に、総飛行回数は100回の飛行試験を予定されていた。

### 機体

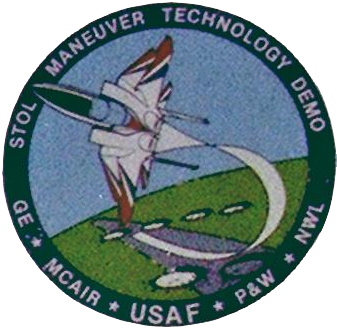
パッチ

改修対象の71-0290号機はF-15の全規模開発機として製造されたもので、1973年の初飛行後、2,200時間の飛行を記録していた。当初の改修に加え、高迎え角度時の円滑な飛行制御と目標とする30ktの横風状態での着陸のために、F/A-18の水平尾翼がエアインテーク部分にカナード翼として取り付けられた。主翼上面板には、新素材としてアルミ・リチウム合金が使用された。また、排気ノズル可変アクチュエーター用の別系統の油圧システム、バックアップの電気系統とフライト・パス制御セット（FPCS）、排気ノズルコントローラー、バッテリー・チャージ・システムが新規に装備され、中央コンピュータ、FPCS・NC用の各ソフトウェアも新規に作成された。
F-15Eと同型のコックピットには、PVIシステムを装備する。PVIはコックピット表示装置を介してHUD上に各情報を表示する。レーダーはヒューズ社（当時）のAN/APG-70を装備し、マーチン・マリエッタ社のLANTIRNも携行するが、これらは着陸時にパイロットを支援することを目的としている。 
搭載した二次元のスラスト・ベクタリング/スラスト・リバーシング排気ノズル（2D TV/TR）は、飛行中に排気ノズルの角度を±20°の範囲で作動させられるほか、空中でスラスト・リバースをかけることも可能であった。これに加え、アフターバーナーを通常の排気ノズルで運用できるなど、多彩な運用が行えた。この二次元推力偏向ノズルの技術はF-22にも使用されるなど、一定の成功を収めた。
F-15 S/MTDにはカナード翼や二次元推力にノズルといった新たな機構の装備により予想されたパイロットへの負担増を軽減するために、IFPCとして以下の機器を統合した。
- MIL-1750規格のマイクロプロセッサーによる飛行操縦装置[5]
- 一時フライト・パス操縦に排気方向変向、またはスラスト・リバースを用いるシステムの統合[5]
- メカニカルや各種デジタル式のバックアップ操縦系統なしの4重のFBW[5]

IFPCはパイロットが状況に応じて、通常に加え、短距離離陸/進入、短距離離着陸、巡航、戦闘のいずれかのモードを選択すると、パイロットによる通常の操作を受けたスロットルレバーや操縦桿のセンサー出力に応じて追加機器の制御を行うことで目的を実現するようになっている。
降着装置については前脚、主脚ともにストラッタスプリングの割合と油圧ダンピンク特性の変更のみを行ったが、高低差4.5in（11.4cm）の凸凹した面での試験でも強度や運用能力には問題ないと判定された。

### 試験
地上試験は1988年前半から行われ、地上振動試験、構造モード互作用、エンジン運転、システム試験などが行われた。初飛行終了後の9月からは、アメリカ空軍飛行試験センター、統合試験軍にて飛行試験が開始された。飛行試験の項目は以下の7つ分けられた。
- 通常型排気ノズルフェイズ：25回[12]
- 2D TV/TR機能チェック飛行：5回[12]
- フェリー飛行：2回[12]
- 飛行可能領域拡張飛行：30回[12]
- 性能確認フェイズ：20回[12]
- 技術開発フェイズ：10回[12]
- 使用法決定フェイズ：5回[12]

アジャイル・イーグル・プロジェクトは各試験・実験を行い、1991年8月15日にF-15 S/MTDが最後の飛行を行って終了した。

## 計画終了後
F-15 ACTIVE
F-15S/MTDは1993年に空軍からNASAに移管され、実験を継続している。ここではF-15S/MTDはF-15ACTIVE（Advanced Control Technology for Integrated Vehicles：先進制御技術統合航空機）と名を改め、航空機自体の操縦性・制御性向上を目指した実験機として、エンジンをF100-PW-229に換装し、Su-37のような三次元推力偏向ノズルを取り付け、制御ソフトウェアなども一新の上、1996年4月24日から試験飛行を実施している。ただし、構造上Su-37の様にコブラを行う事はできない。
F-15 IFCS
1999年に実験は「知的飛行制御システム」の開発「ニューラルネットワークプロジェクト」に移行し、それに伴い「F-15 IFCS」に改名した。このシステムは搭載機体に被弾や故障などによる異常の影響をリアルタイムで学習して自動的に対応することで操縦者への負担をなくすことを目標とした、次世代の機体制御システムと期待されるものである。このシステムはNASAエームズリサーチセンターとボーイング 統合防衛システム部門ファントムワークス、ウェストバージニア大学のScientific Research研究所、ジョージア工科大学などが共同で開発を行い、2003年よりシステムの実験を始め2005年より改修したF-15にシステムを搭載して実験を行い、2007年に研究を終了した。
F-15B SBRDC/ECANS
宇宙開発通信及び航法システム（ECANS）プログラムの一環として行われた、「宇宙配備計測デモンストレーション及び認定」（SBRDC）の研究の際に改められた名称。最新の宇宙通信システムの開発が目的で、宇宙開発支援に使われている地上のインフラを簡素化する可能性を追求するものである。
F-15 MANX
F-15 ACTIVEの尾翼を取り外したタイプ。ただし、実際に製作されることはなかった。

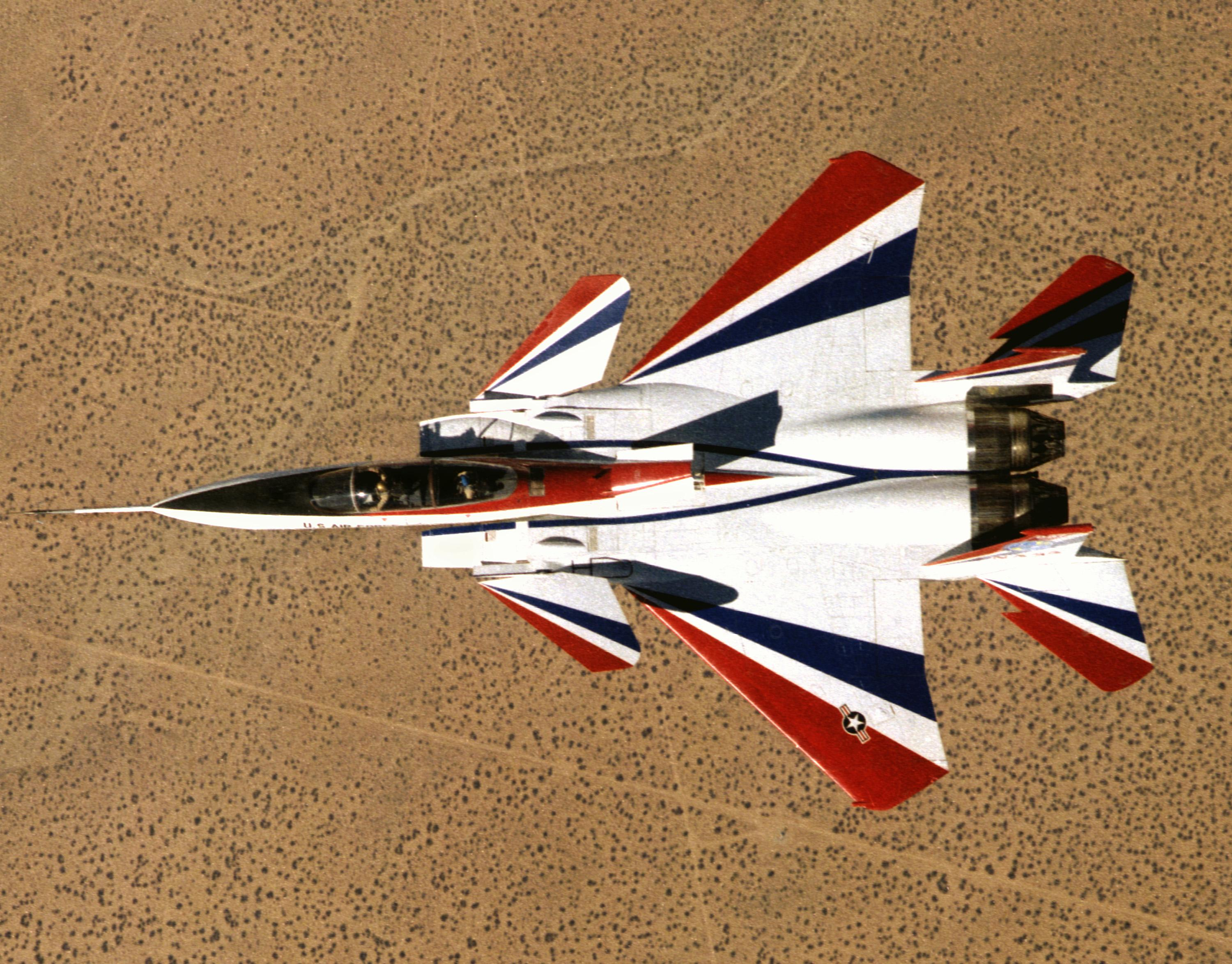
F-15 ACTIVE
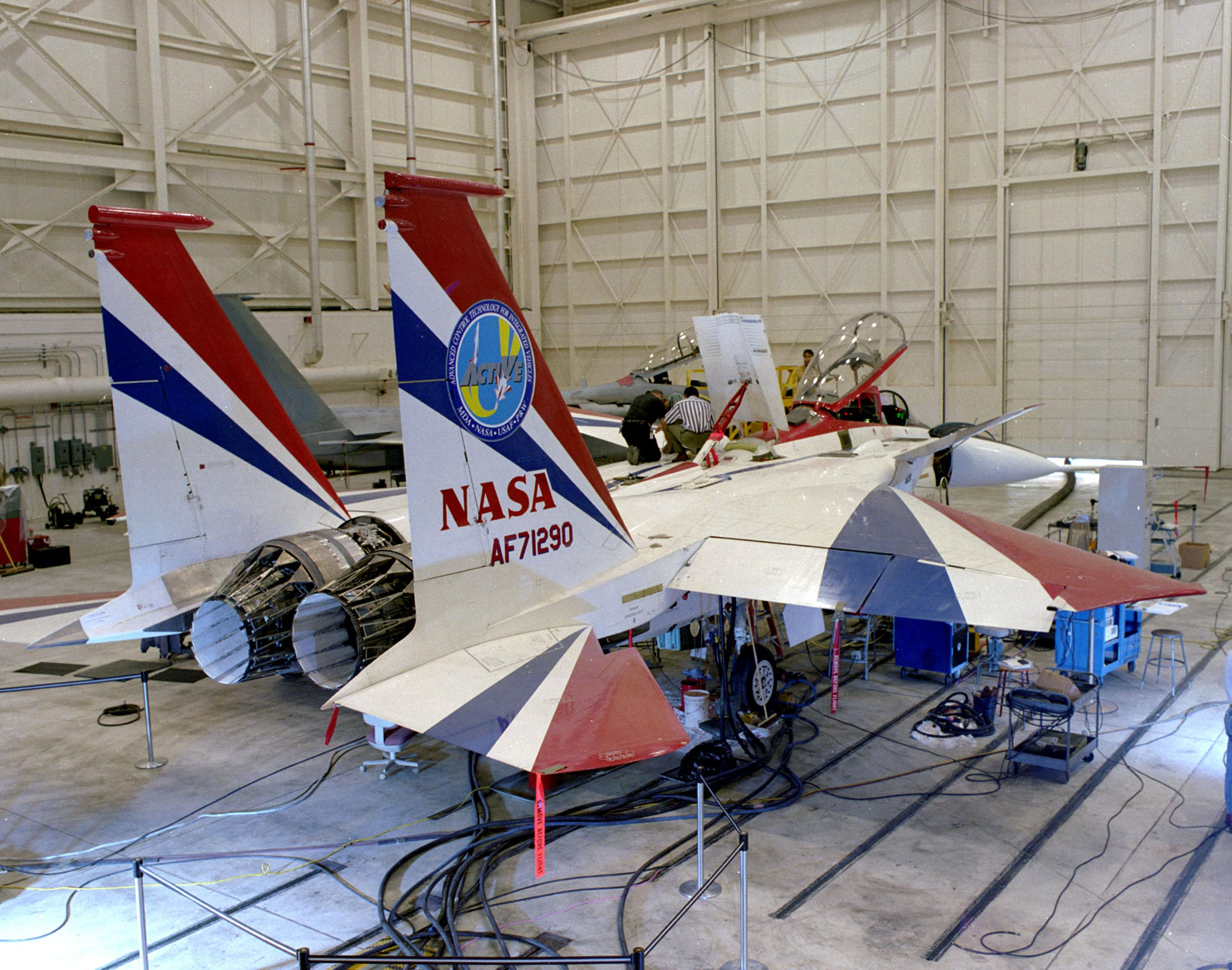
整備中のF-15 ACTIVE 原型機を使用しているため、エアブレーキの形状が異なる
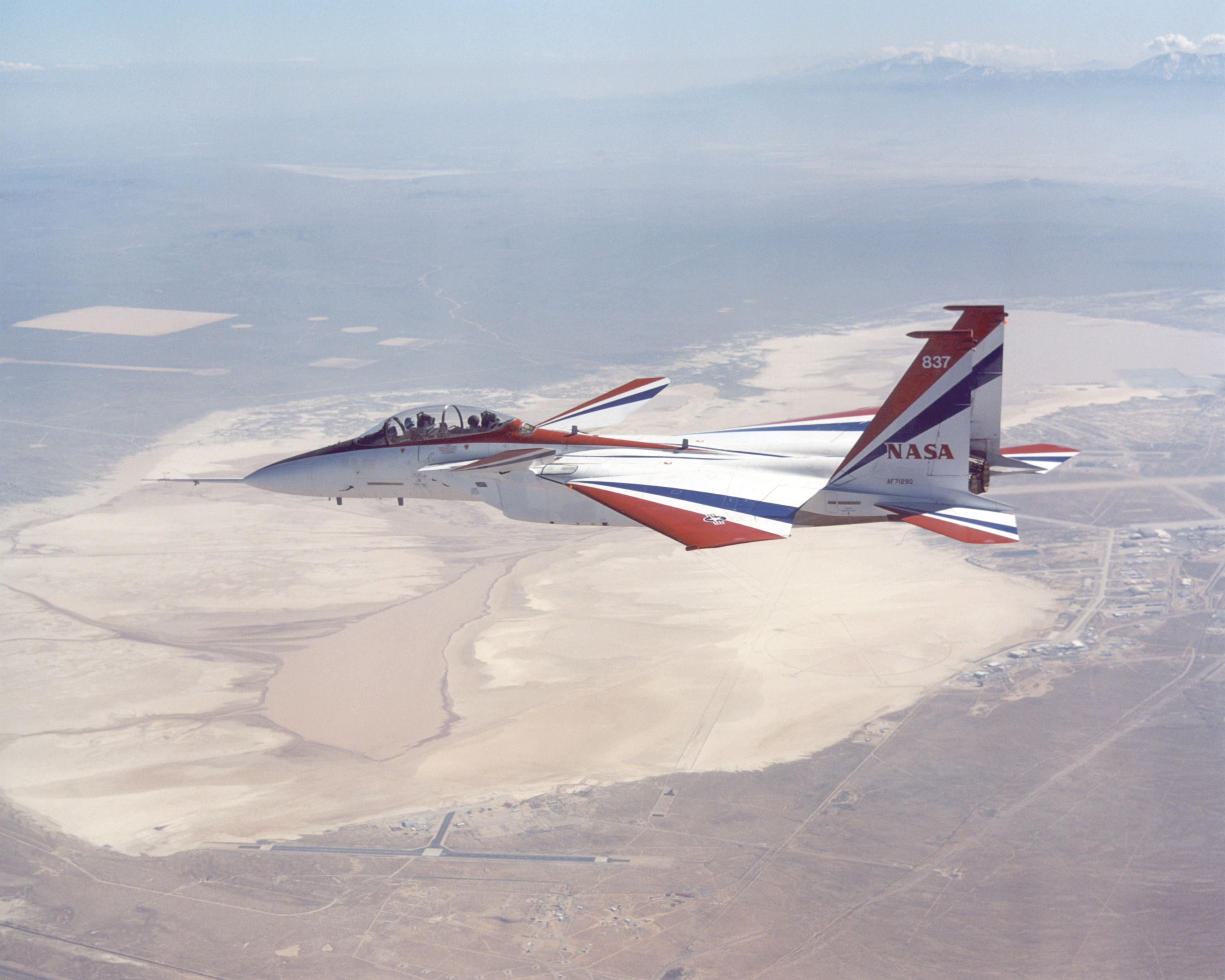
F-15 IFCS

## スペック
F-15S/MTD
- 乗員：2名
- 全長：19.7m（64.63ft）
- 全幅：13m（42.83ft）
- 全高：5.64m（18.67ft）
- 翼面積：58.2 m2（C）
- 空虚重量：12,232kg
- 最大離陸重量：31,930kg
- 動力：F100-PW-200ターボファンエンジン（A/B：10,578kgf）×2
- 最大速度：マッハ2.1
- 航続距離：4,405km
- 実用上昇限度：17,750m

F-15ACTIVE
- 乗員：2名
- 全長：19.42m（ピトー管を除く：63.75ft）
- 全幅：13m（42.83ft）
- 全高：5.64m（18.67f）
- 空虚重量：15,876kg
- 動力：F100-PW-229ターボファンエンジン（A/B：12,900kgf）×2
- 燃料積載量：5,225kg（約1,700ガロン）